# Johann Wöhr
Johann Evangelist Wöhr (* 1. November 1842 in Rottenmann; † 2. März 1896 in Graz) war ein österreichischer Geistlicher, Politiker der Christlichsozialen Partei Österreichs (Abgeordneter zum Steirischen Landtag) und Schriftsteller.
Als Schriftsteller trat er auch mit dem Pseudonym Hans Wiesing in Erscheinung.

## Leben und Wirken
Johann Wöhr wurde am 1. November 1842 als Sohn eines Arztes († 1876) in Rottenmann im Paltental geboren, wo er auch seine ersten Lebensjahre verbrachte und die dortige Stadtschule besuchte. Seine Schulbildung beendete er im Jahre 1862 mit der Matura und „ausgezeichnetem Erfolg“ an einem Grazer Gymnasium, an das er zu Beginn der dritten Klasse gewechselt war. Nach der dritten Klasse trat er in das Grazer Priesterseminar ein, wobei er anfangs für ein Jahr ein öffentliches Gymnasium besuchte und danach im sogenannten Hausstudium gebildet wurde. In weiterer Folge studierte an der Theologischen Fakultät der Universität Graz, wo unter anderem Josef Zapletal oder Leopold Schuster zu seinen Studienkollegen zählten. 1866 beendete Wöhr sein Studium als Abs. theol., wobei er bereits während seines Studiums Kontakt mit dem späteren Schriftsteller Peter Rosegger hatte. Des Weiteren gehörte er im Jahre 1865 neben dem späteren Fürstbischof von Seckau, dem bereits erwähnten Leopold Schuster, zu den Organisatoren des Protestes der Theologiestudenten gegen die Inaugurationsrede des Rektors Eduard Oscar Schmidt, eines Zoologen, der darin den Darwinismus vertrat. Aus diesem Anlass verfasste er zusammen mit Schuster und anderen auch den Beitrag Die Theologen und die Festrede vom 15. November 1865. Eine Rechtfertigung im Namen der Hörer der theologischen Fakultät. Durch diesen Protest wurde über die Landesgrenzen Aufmerksamkeit erregt, was zur Folge hatte, dass mehrere CV-Verbindungen wie Winfridia Breslau, Austria Innsbruck oder Bavaria Bonn per Briefsendungen die Gruppe ermunterte, in Graz eine eigene Verbindung zu gründen. Dies geschah jedoch erst über 20 Jahre später mit der Gründung der KÖHV Carolina Graz am 18. August 1888.
In der Zwischenzeit wurde Wöhr am 9. Juli 1865 zum Priester geweiht und nach Vollendung seines Studiums in Graz mit 1. August 1866 zum Kaplan in Bad Aussee ernannt. In Bad Aussee gründete er auch einen katholischen Gesellenverein sowie im Jahre 1869 den ersten österreichischen Arbeiterverein. Als er beim ersten Steirischen Katholikentag im Jahre 1869 von dieser Gründung berichtete, sorgte dies für ein großes Aufsehen. Ebenfalls in diese Zeit gehörte er zu einer Deputation, die an Papst Pius IX. einen großen Folianten mit hunderttausenden Unterschriften einer von sechzehn Herren in Graz angeregten Riesenadresse, die gegen Hetzereien gegen den Heiligen Stuhl Protest einlegte, überreichte. Außerdem gründete Wöhr in Bad Aussee eine Kinderbewahranstalt, zu deren Leitung er die Kreuzschwestern berief. Von Bad Aussee aus kam Wöhr am 4. November 1871 nach Altaussee, wo er bis 1. März 1872 wirkte und danach für einige Monate als Benefiziatenstellvertreter nach Vordernberg und ferner als Kaplan an die Pfarre Waasen bei Leoben (1. Mai bis 1. September 1872) kam.
Danach erfolgte noch im Jahre 1872 Wöhrs Versetzung als Kaplan nach Graz-St. Andrä, wo er weiterhin in der katholischen Gesellenbewegung Adolph Kolpings tätig war, aber noch im selben Jahr seiner Versetzung, unter anderem mit Franz Sales Englhofer, einen eigenen Gesellenverein gründete. Mit zu seiner Versetzung beigetragen, hatte unter anderem ein Konflikt zwischen Wöhr und seinen geistlichen Kollegen wie Dechant Simon Hammer und Kaplan Johann Stöger mit dem radikalen Schriftsteller und Korrespondenten der Neuen Freien Presse Rudolf Baldek. „Dieser hielt in jener liberalen Sturmzeit gehässige Vorträge wider die Jesuiten, denen die drei Geistlichen in geharnischten Placaten entgegentraten.“ ließ das Grazer Volksblatt verlautbaren. Baldek klagte daraufhin wegen Ehrenbeleidigung, was in einem Prozess vor dem Geschworenengericht in Wels, wo die Plakate gedruckt worden waren, gipfelte. Die drei Geistlichen wurden in weiterer Folge zu kurzen Gefängnisstrafen, die später jedoch in Geldstrafen umgewandelt wurden, verurteilt. Auch die Geldstrafen wurden den drei Verurteilten danach größtenteils im Gnadenweg erlassen.
1874 zum Vizepräses des Diözesanvereins an der Seite des Präses und Geistlichen Rates, Josef Schindler, ernannt, stieg er bereits 1876 zum Präses des Vereins auf und wurde noch im selben Jahr als Chorvikar und Domkaplan an den Grazer Dom berufen. Unter seinem Wirken wurde das alte Haus des Diözesanvereins in der Sackstraße verkauft; des Weiteren zeigte sich Wöhr für den Neubau verantwortlich. Innerhalb des Vereines brachte er zahlreiche Erneuerungen ein, wie zum Beispiel die Gründung einer Sparkasse für die Mitglieder oder die Gründung von Fonds für Prämien usw. Darunter fielen auch weitere Bautätigkeiten und zahlreiche andere Engagements. Außerdem fungierte er als Korps-Kaplan im Grazer Bürgerkorps und war zumindest seit 1885 Sekretär des Priestervereines in der Diözese Graz-Seckau. Im Jahre 1878 wurde er vom Wahlbezirk Gröbming-Bad Aussee aufgrund seiner ersten priesterlichen Tätigkeit im Ausseerland wegen seiner genannten Initiativen in den steirischen Landtag gewählt, den er über die gesamte 5. Legislaturperiode vom 24. September 1878 bis zum 14. Juli 1883 angehörte. Während dieser Zeit galt er als „der Schrecken der Liberalen“ und vertrat in dieser Landtagsperiode den Richtverkauf von Rohitsch-Sauerbrunn.
Am 1. März 1888 wurde Wöhr, der als ein hervorragender Kanzelredner, dabei vor allem in lateinischer Sprache, galt und jahrelang nebenbei als Volksschriftsteller, dabei vor allem als Kinderbuchautor, aber auch als Verfasser von Theaterstücken, arbeitete, von Kaiser Franz Joseph zum Mitglied des Domkapitels der Diözese Graz-Seckau ernannt. Außerdem wurde er Anfang März 1888 zum wirklichen fürstbischöflichen Konsistorialrat und Referenten ernannt. Als am 18. August 1888 die KÖHV Carolina Graz gegründet wurde, stand Wöhr bei der Gründung Pate und wurde kurz darauf zu deren Ehrenmitglied ernannt. Weiters nahm er im Jahre 1888 wieder an einer Pilgerfahrt nach Rom teil und unternahm verschiedene Reisen nach Deutschland, die Schweiz, sowie durch Österreich. Am 2. März 1896 starb Wöhr, der unter anderem unter dem Pseudonym Hans Wiesing Werke wie Agnes vom Paltental. Eine geschichtliche Erzählung. Nach alten Urkunden., Jesus und Pius oder Kreuz vom Kreuze. Fastenbetrachtungen., Der Zwerg. Eine Weihnachtsgeschichte den lieben Kindern erzählt. oder Das Jesuskind. Eine Sammlung der für das Werk der heil. Kindheit in Steiermark vom Jahre 1870 bis 1884 veröffentlichten Kindergeschichten. veröffentlichte, nach schwerer Krankheit im Alter von 53 Jahren in Graz und wurde in der Grazer Domherrengruft bestattet.
Bereits am 16. Mai 1892 war bei ihm eine Verfettung der Herzmuskeln diagnostiziert worden, was unter anderem Lähmungen zur Folge hatte. Im Mai 1892 berichteten verschiedene österreichische Zeitungen gar von einem Schlaganfall Wöhrs. Erholungsurlaube am Land und eine Kur in Karlsbad trugen nur wenig zur Besserung seines Gesundheitszustands bei. Zum Zeitpunkt seines Todes hatte der Monsignore unter anderem den Ehrentitel Geistlicher Rat inne und war bis zuletzt Mitglied der obersteirischen Messbruderschaft. Nach seinem Tod fanden zu seinen Ehren diverse Messen – unter anderem auch in seiner einstigen Heimat – statt; weiters wurde am 9. März 1896 vom katholischen Meisterverein in Graz, den Wöhr mitbegründet hatte und deren Ehrenobmann er war, eine Gedenktafel zu seinen Ehren enthüllt.

## Werke (Auswahl)
- 1865: Agnes vom Paltental. Eine geschichtliche Erzählung. Nach alten Urkunden.; auch Der Engel vom Paltenthale
- 1865: Die Theologen und die Festrede vom 15. November 1865. Eine Rechtfertigung im Namen der Hörer der theologischen Fakultät. (gemeinsam mit Leopold Schuster u. a.)
- 1871: Jesus und Pius oder Kreuz vom Kreuze. Fastenbetrachtungen.
- 1886: Der Zwerg. Eine Weihnachtsgeschichte den lieben Kindern erzählt.
- Das Jesuskind. Eine Sammlung der für das Werk der heil. Kindheit in Steiermark vom Jahre 1870 bis 1884 veröffentlichten Kindergeschichten. (herausgegeben von Franz Puchas (1936))
- Almkönig. In: St. Josefs-Kalender